# آنا رجینا
آنا رجینا (به انگلیسی: Anna Regina) یک شهر و زیستگاه انسانی در گویان است که در پامرون-سوپنام واقع شده‌است. آنا رجینا ۱۲٬۴۴۸ نفر جمعیت دارد.